# Ahuna Mons
Ahuna Mons  este cel mai mare munte de pe planeta pitică și asteroidul Ceres. Acesta se înalță deasupra terenului craterat, nu este o formă de relief de impact și este singurul munte de acest fel de pe Ceres. Dungi strălucitoare curg de sus în jos pe pante; Se crede că aceste dungi sunt din sare, similare cu petele luminoase Cereriene mai cunoscute ,  și probabil au rezultat din activitatea criovulcanică din interiorul lui Ceres.  Este numit după festivalul tradițional de după recoltare Ahuna al poporului Sümi Naga⁠(d) din India. În iulie 2018, NASA a lansat o comparație a formelor de relief, inclusiv Ahuna Mons, găsite pe Ceres cu altele similare prezente pe Pământ. 

## Descoperire

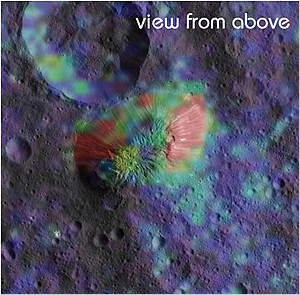
Pe Ahuna Mons au fost detectate cantități semnificative de carbonat de sodiu (reprezentat prin colorare verde și roșie).

Muntele a fost descoperit pe imaginile realizate de sonda spațială Dawn pe orbită în jurul lui Ceres în 2015.  Se estimează că are o înălțime medie de aproximativ 4 km și o înălțime maximă de aproximativ 5 km pe partea sa cea mai abruptă; are aproximativ 20 km lățime la bază. 

## Origine
S-a propus că Ahuna Mons s-a format ca un dom criovulcanic.   Este cel mai apropiat criovulcan de Soare descoperit până acum.  Este aproximativ antipod față de cel mai mare bazin de impact de pe Ceres, cu un diametru de 280 kilometri (170 mi), Kerwan. Este posibil ca energia seismică din impactul de formare a lui Kerwan să fi fost concentrată pe partea opusă a lui Ceres, fracturând straturile exterioare ale zonei și facilitând mișcarea magmei criovulcanice de înaltă viscozitate (formată din gheață noroioasă înmuiată de conținutul său de săruri) care a fost apoi extrudată pe suprafață.  Numărările craterelor sugerează că formarea muntelui a continuat în ultimele câteva sute de milioane de ani, făcând din aceasta o formă de relief relativ tânără. 

Ahuna Mons este asociat cu o anomalie de masă pozitivă, sau mascon, centrat la aproximativ 32-36 km sub munte, nu departe de limita scoarță-manta. Acest lucru sugerează că a fost format dintr-o pană de noroi care s-a ridicat din manta.  